# Feuchtmayer
La famille Feuchtmayer (aussi Feuchtmeyer, Feuchtmayr, Feichtmair ou Feichtmayr) est une famille d'artistes originaires de Wessobrunn, actifs aux XVIIe et XVIIIe siècles en Allemagne du Sud, au Tyrol et en Suisse, comme stucateurs, sculpteurs, artistes peintre, architectes et graveurs. 
Le plus ancien est Caspar Feichtmayr (1639–1704[?]) qui est, avec Johann Schmuzer (1642–1701), le cofondateur du groupe de stucateurs appelé l'École de Wessobrunn.

## Famille
- Caspar Feichtmayr (1639–1704[?])
  - Franz Joseph Feuchtmayer (1660–1718), sculpteur
    - Joseph Anton Feuchtmayer (1696–1770), stucateur et sculpteur

  - Johann Michael Feuchtmayer l'Ancien (en)  (1666–1713)
  - Michael Feuchtmayer (en) (1666–1713)
    - Franz Xaver Feuchtmayer l'Ancien (de) (1698–1763), également daté  1705–1763
      - Franz Xaver Feuchtmayer le Jeune (de) (1735–1803), stucateur à la cour de Munich

    - Johann Michael Feuchtmayer le Jeune (de) (1709–1772)

  - Johann Caspar Feuchtmayer (1669–avant 1758)
  - Magnus Feuchtmayer (1679–?).

## Galerie d'œuvres

Œuvres de Franz Joseph Feuchtmayer
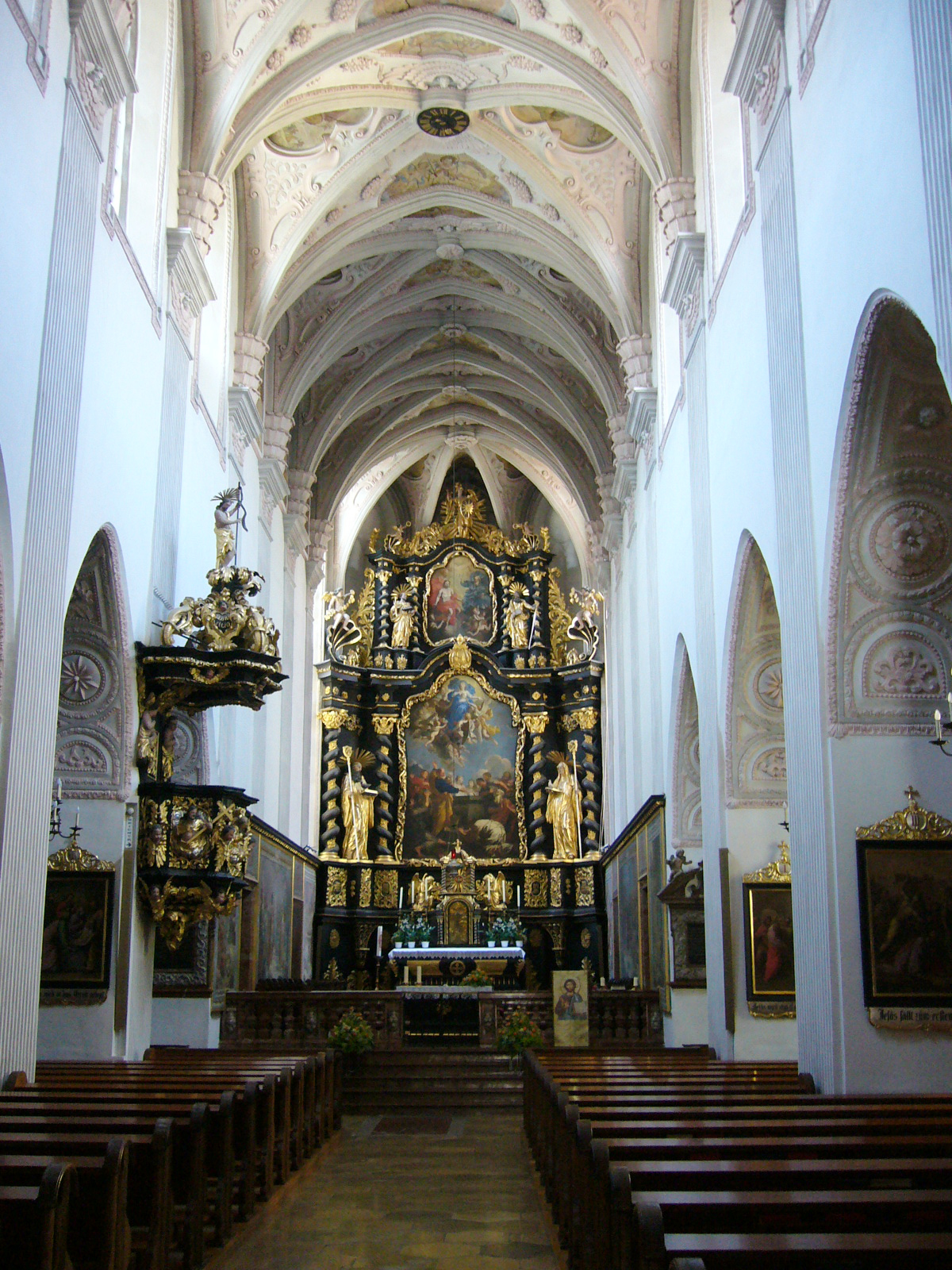
Maître-autel de l'église Notre-Dame à Seitenstetten.
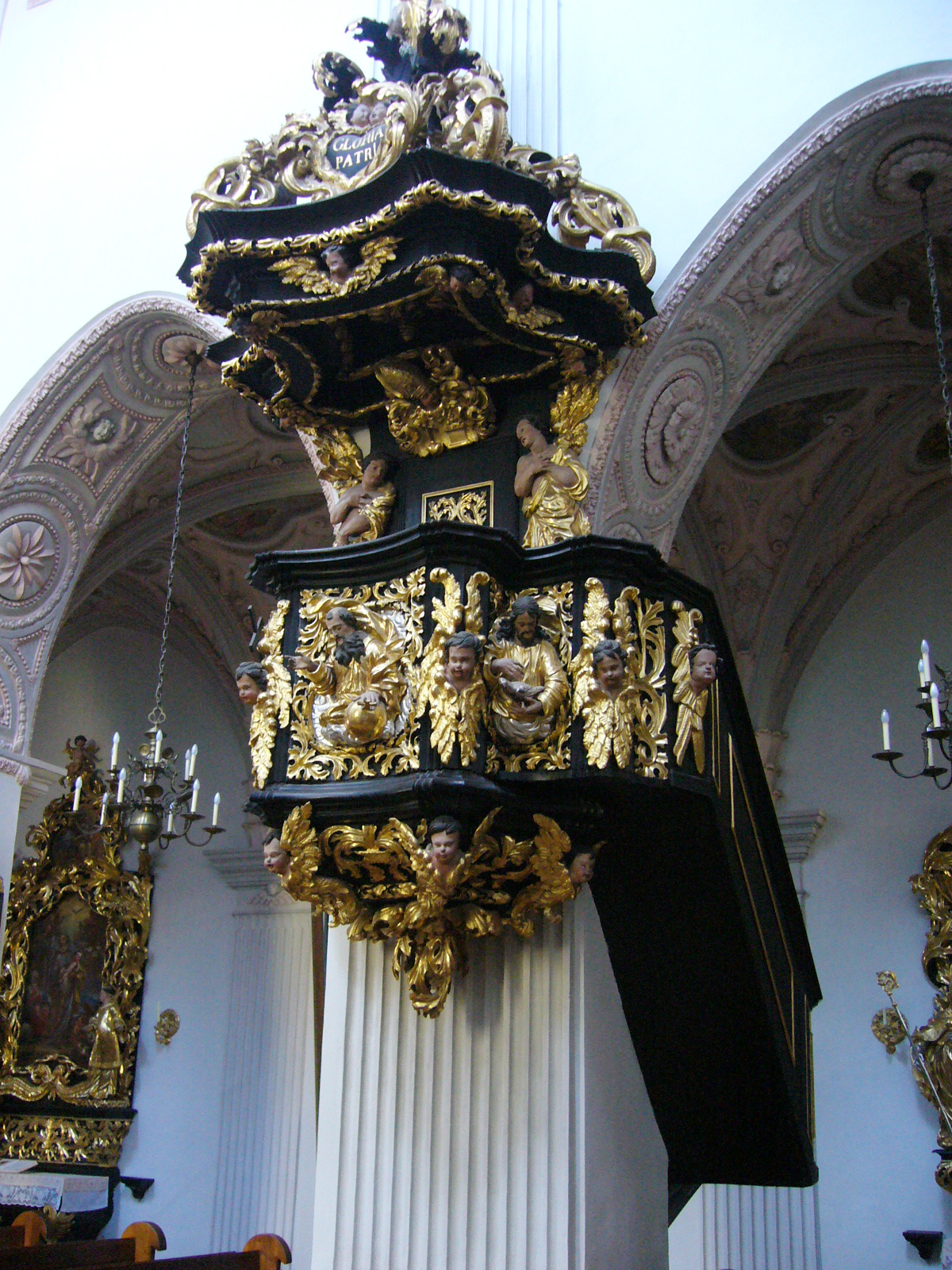
Chaire de l'église Notre-Dame à Seitenstetten.

Œuvres de Joseph Anton Feuchtmayer
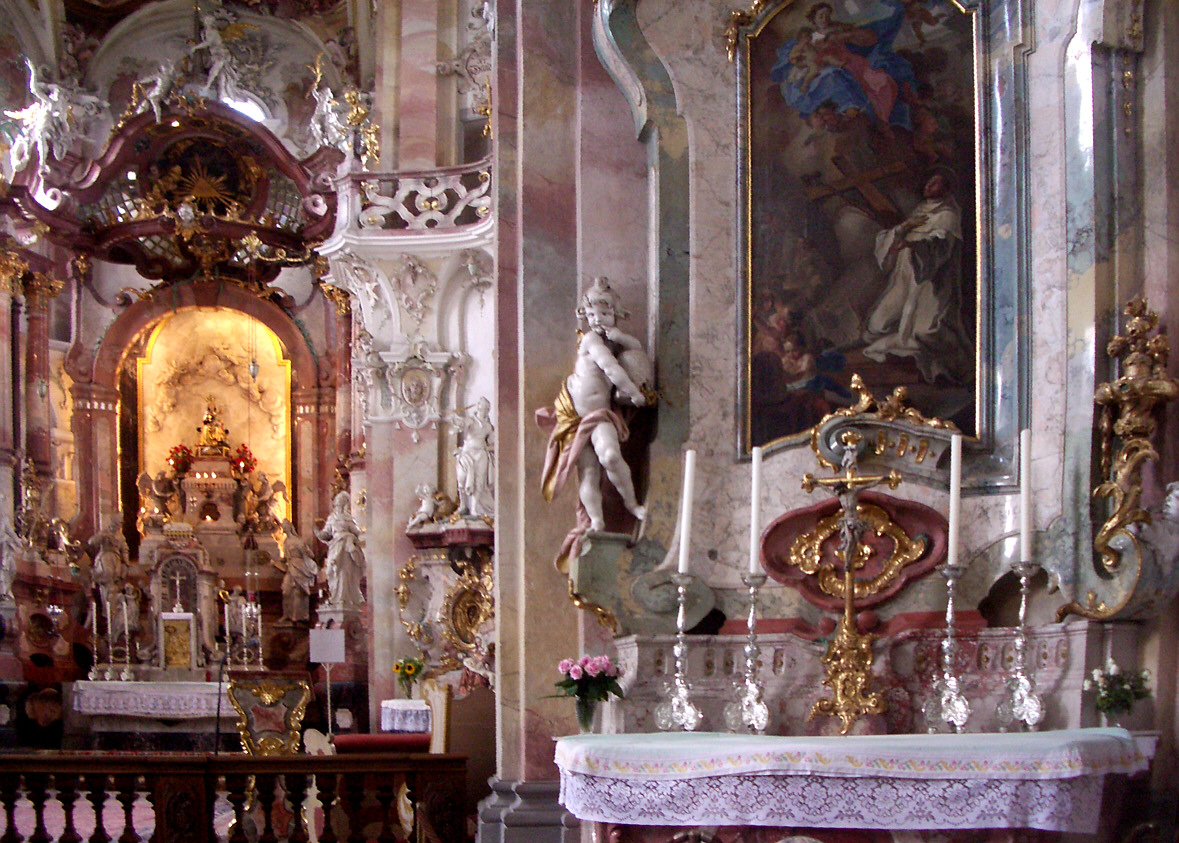
Wallfahrtskirche Birnau avec putto (au centre)[2] à Überlingen, Germany
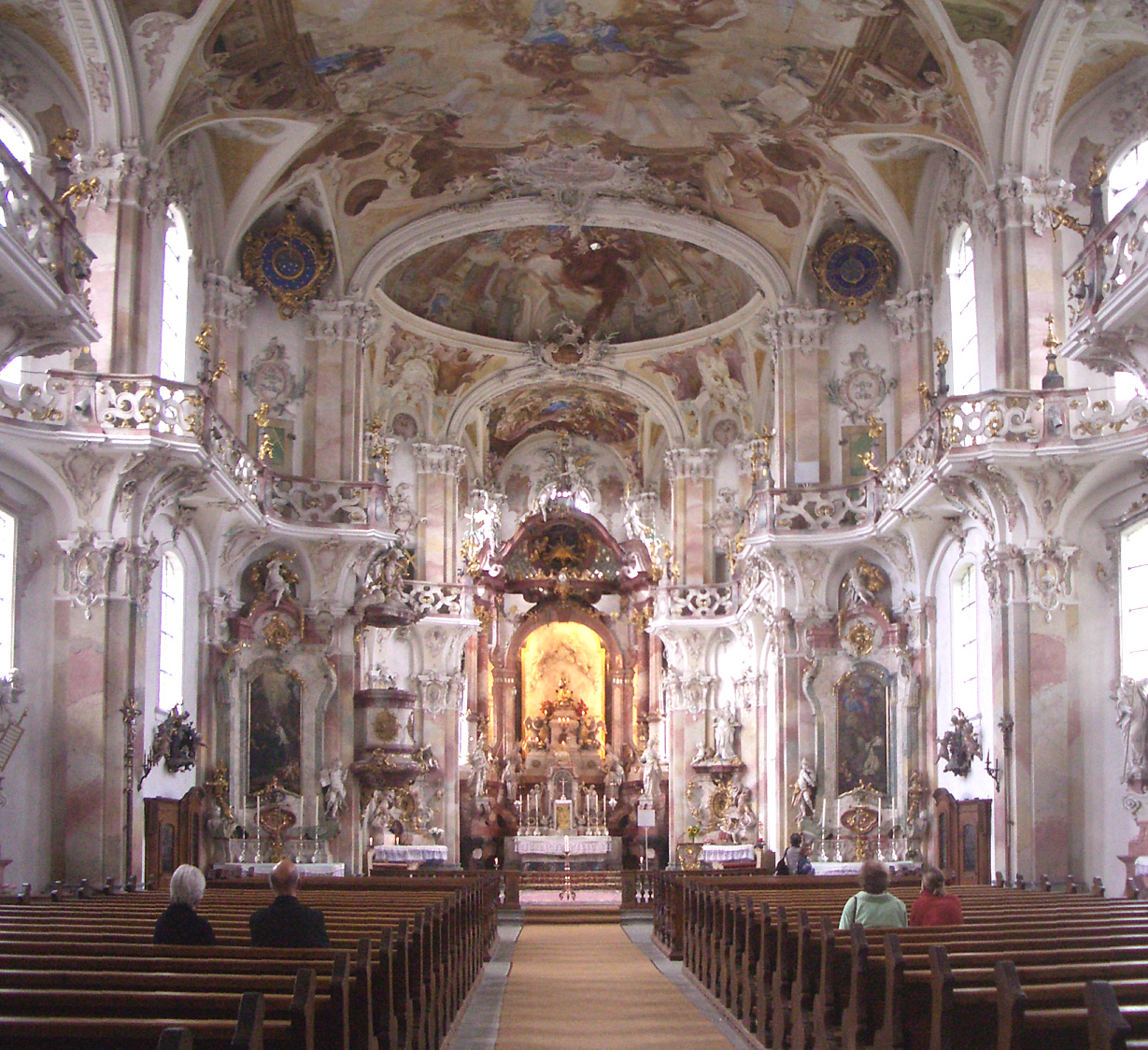
Maître-autel, Wallfahrtskirche Birnau.
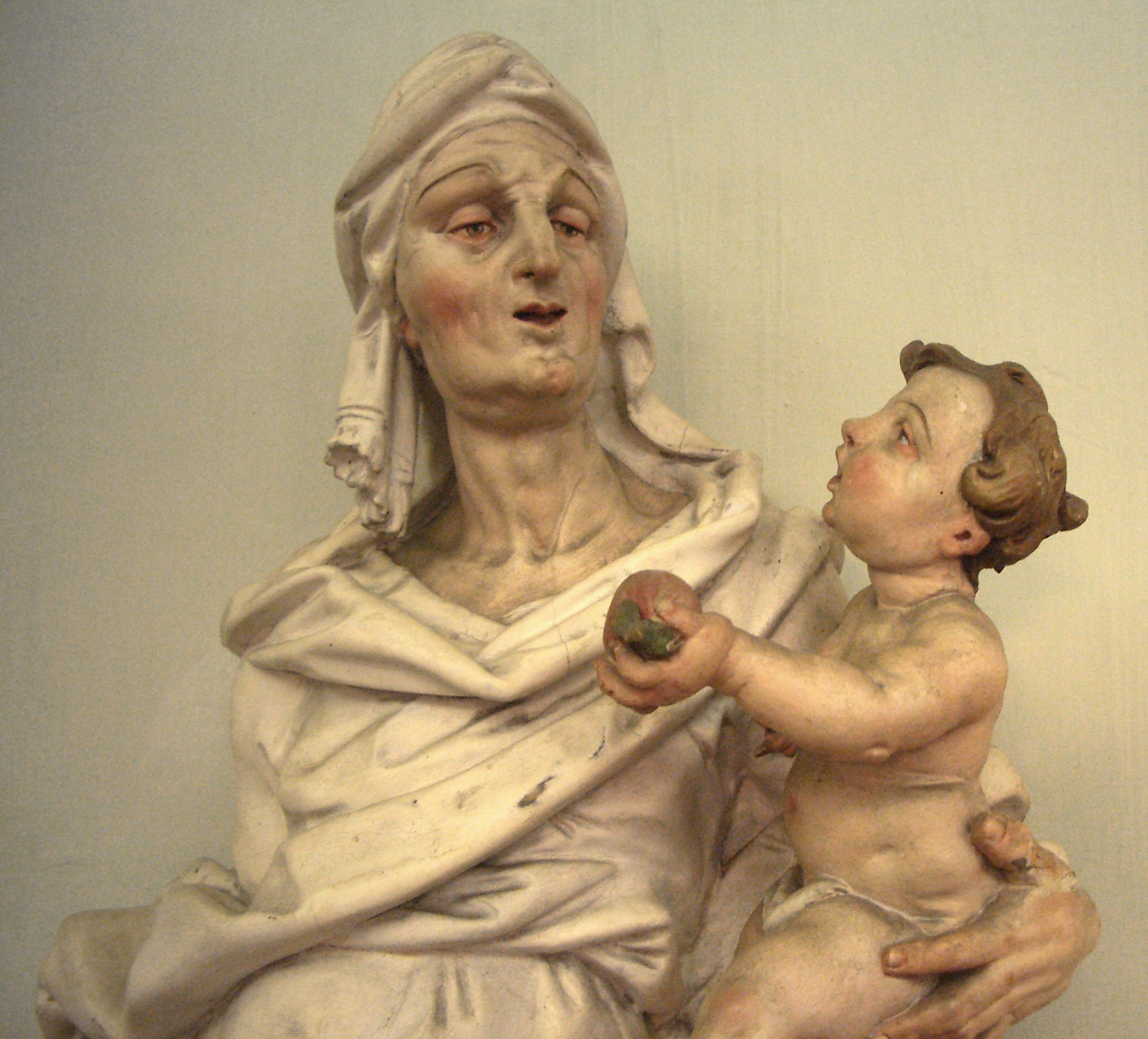
Sainte Anne Trinitaire (1750), détail, Stadtmuseum, Überlingen.
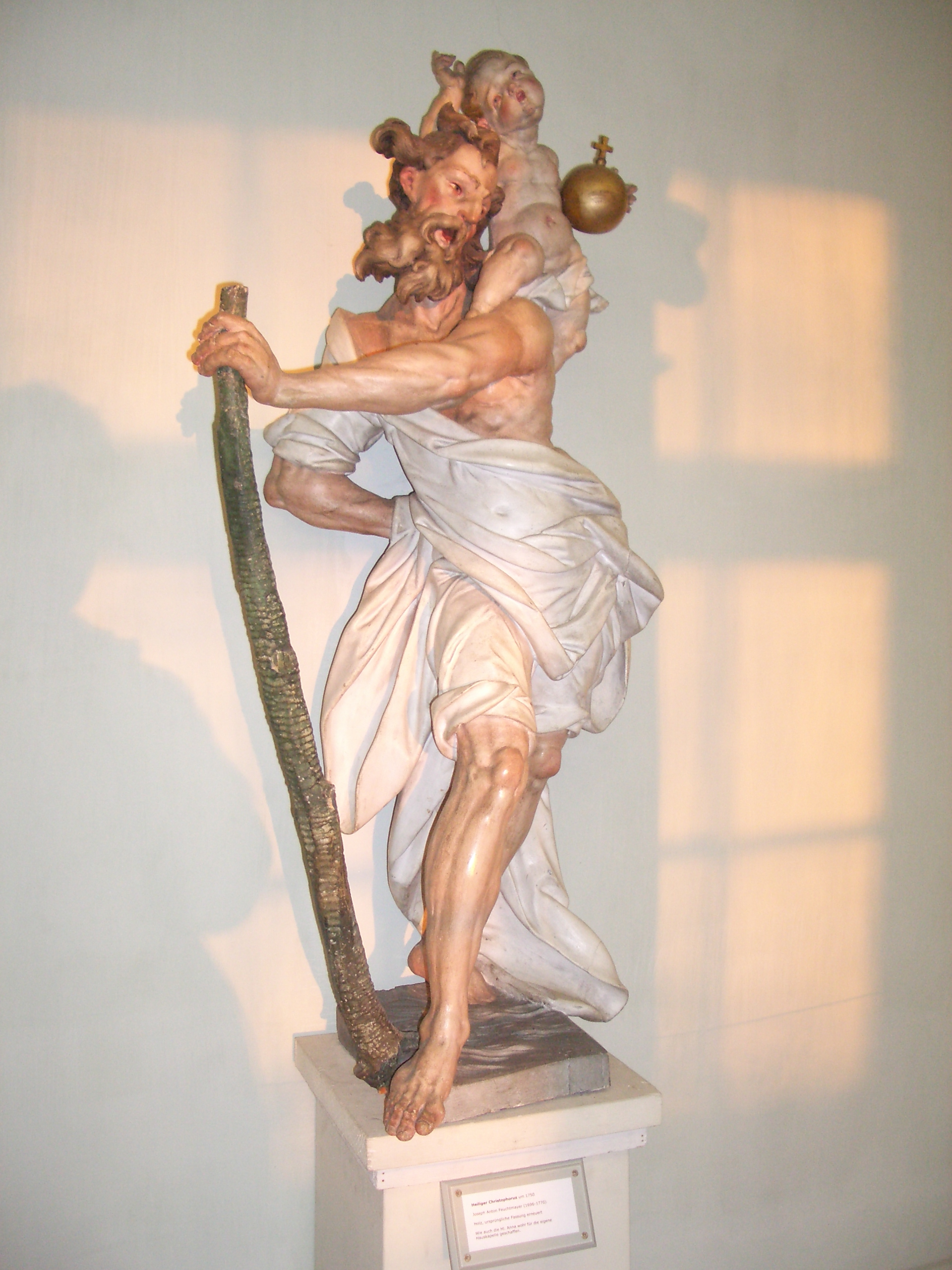
Saint Christophe (1750), Stadtmuseum, Überlingen.
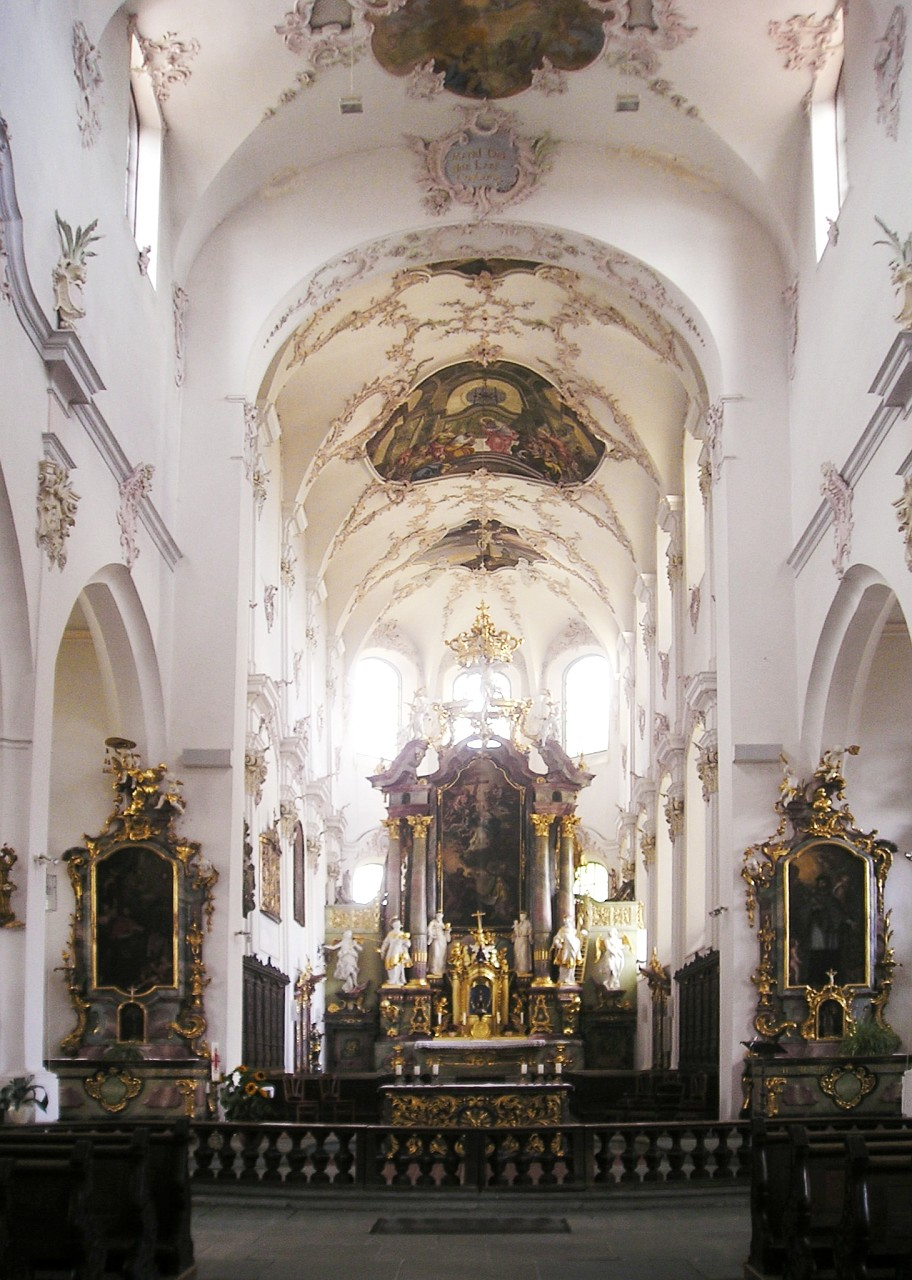
Maître-autel,  église franciscaine d'Überlingen.
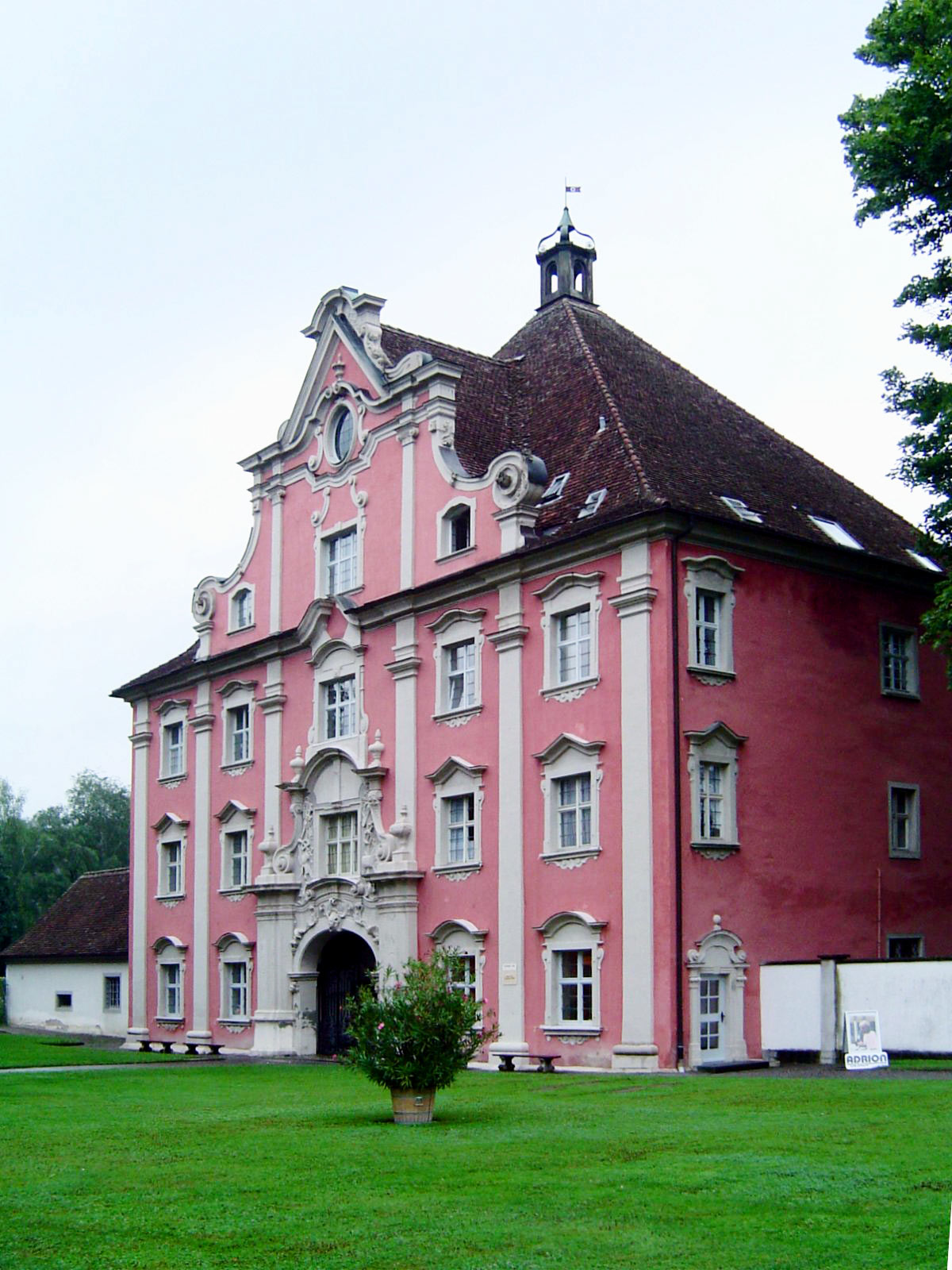
Décoration en stuc de Unteres Tor, à Salem.
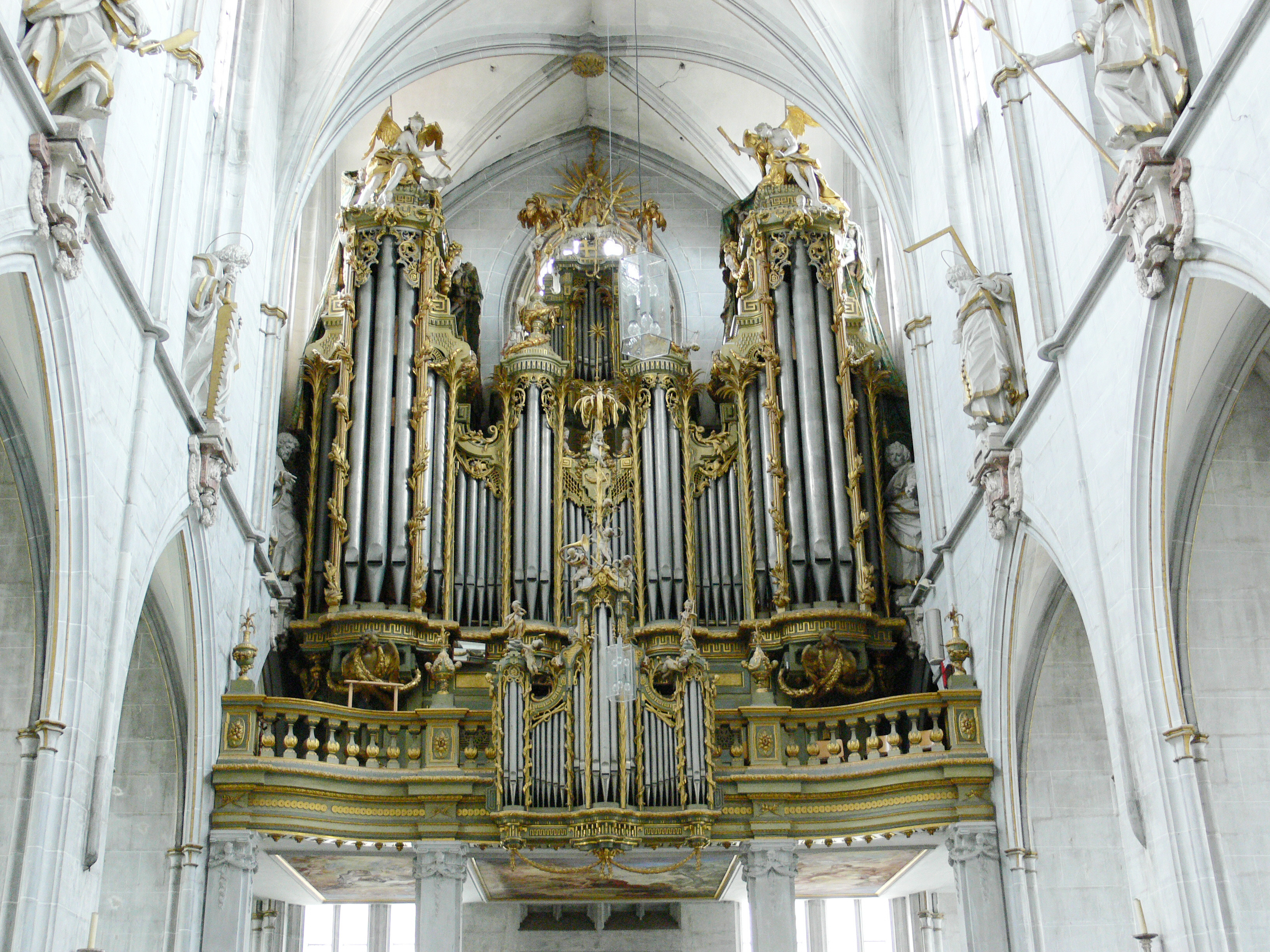
Orgue, Salem

Œuvres de Franz Xaver Feuchtmayer l'Ancien
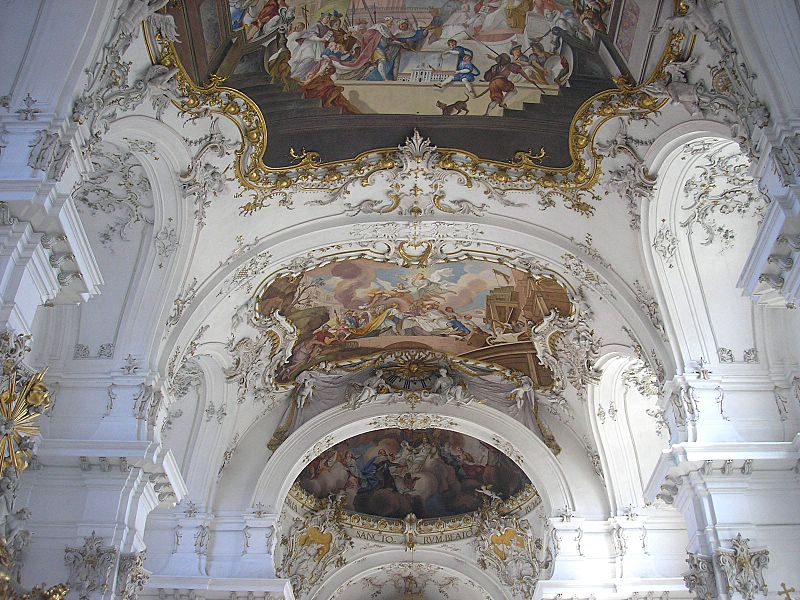
Stucs dans l'église Notre-Dame de Dießen am Ammersee
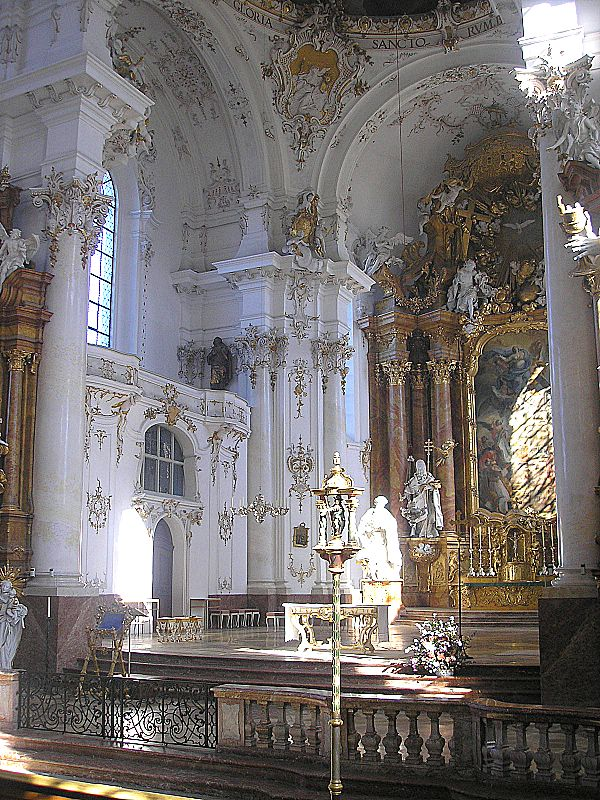
Chœur de l'église Notre-Dame de Dießen am Ammersee
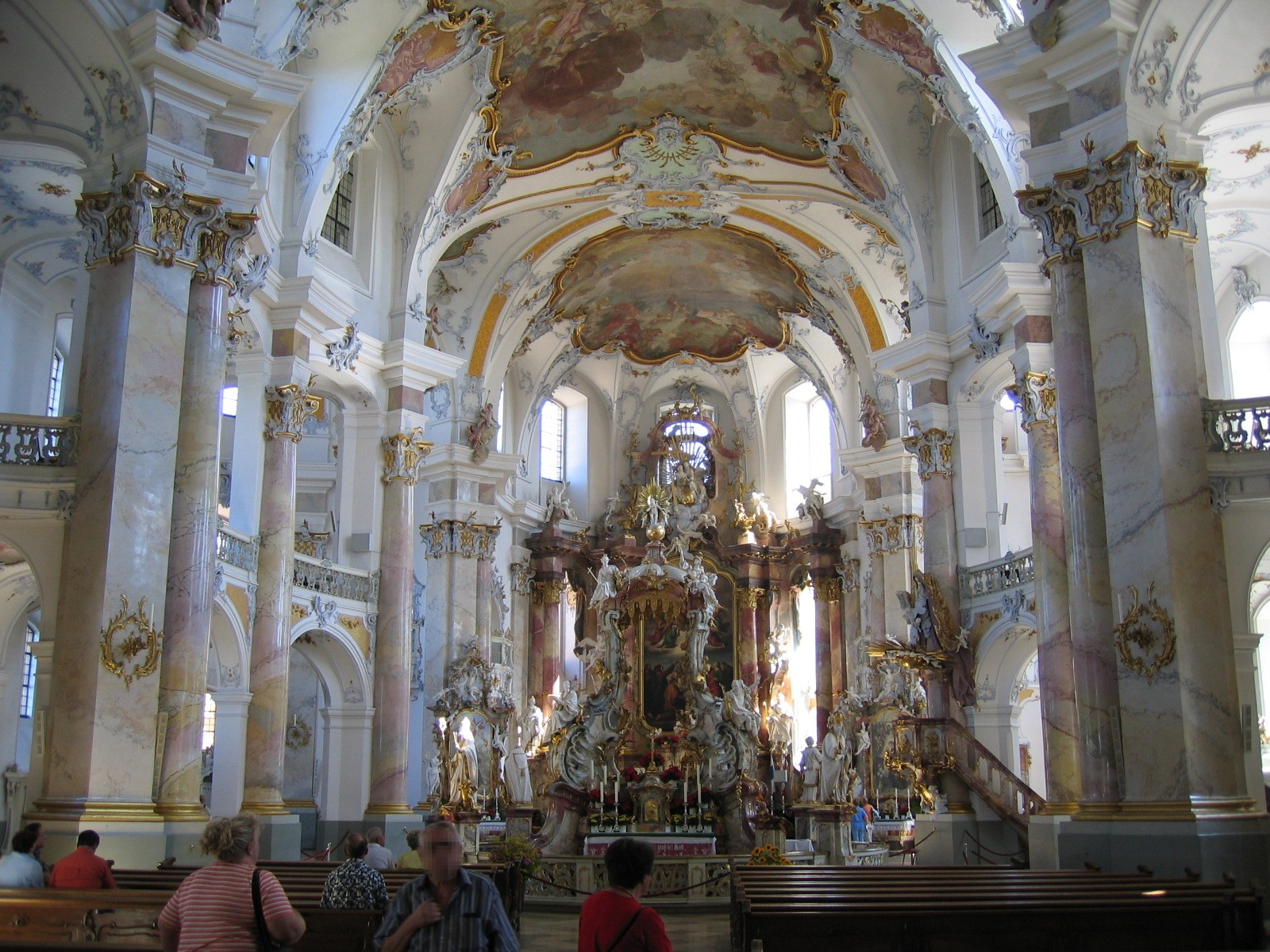
Stucs dans la basilique de Vierzehnheiligen à Bad Staffelstein.
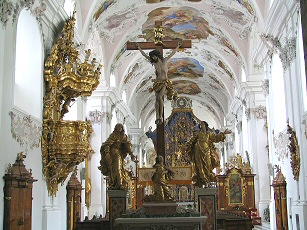
Intérieur de l'église Notre-Dame de l’Assomption de l'abbaye de Stams.

Œuvres de Johann Michael Feuchtmayer le Jeune
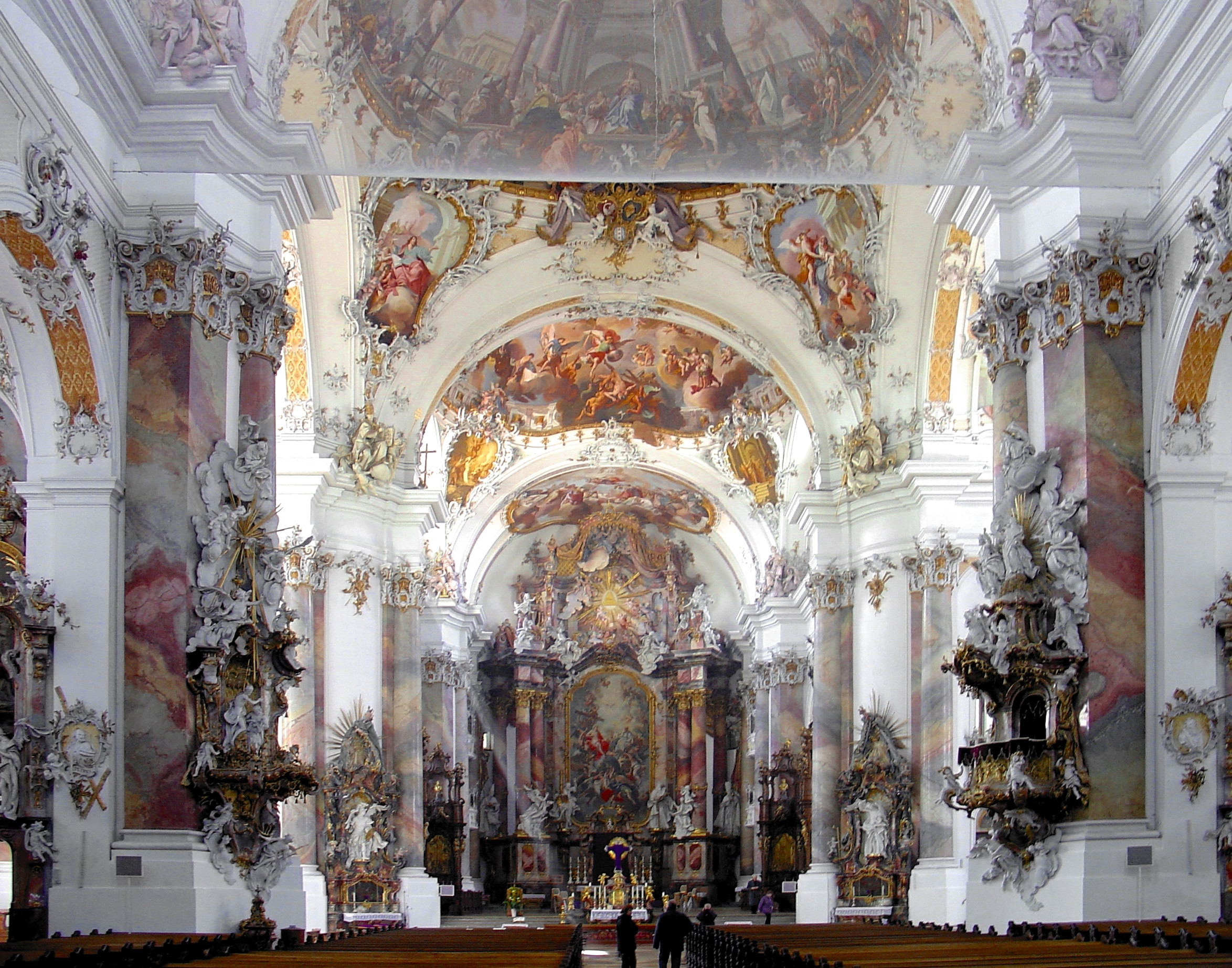
Intérieur de l'abbaye d'Ottobeuren.
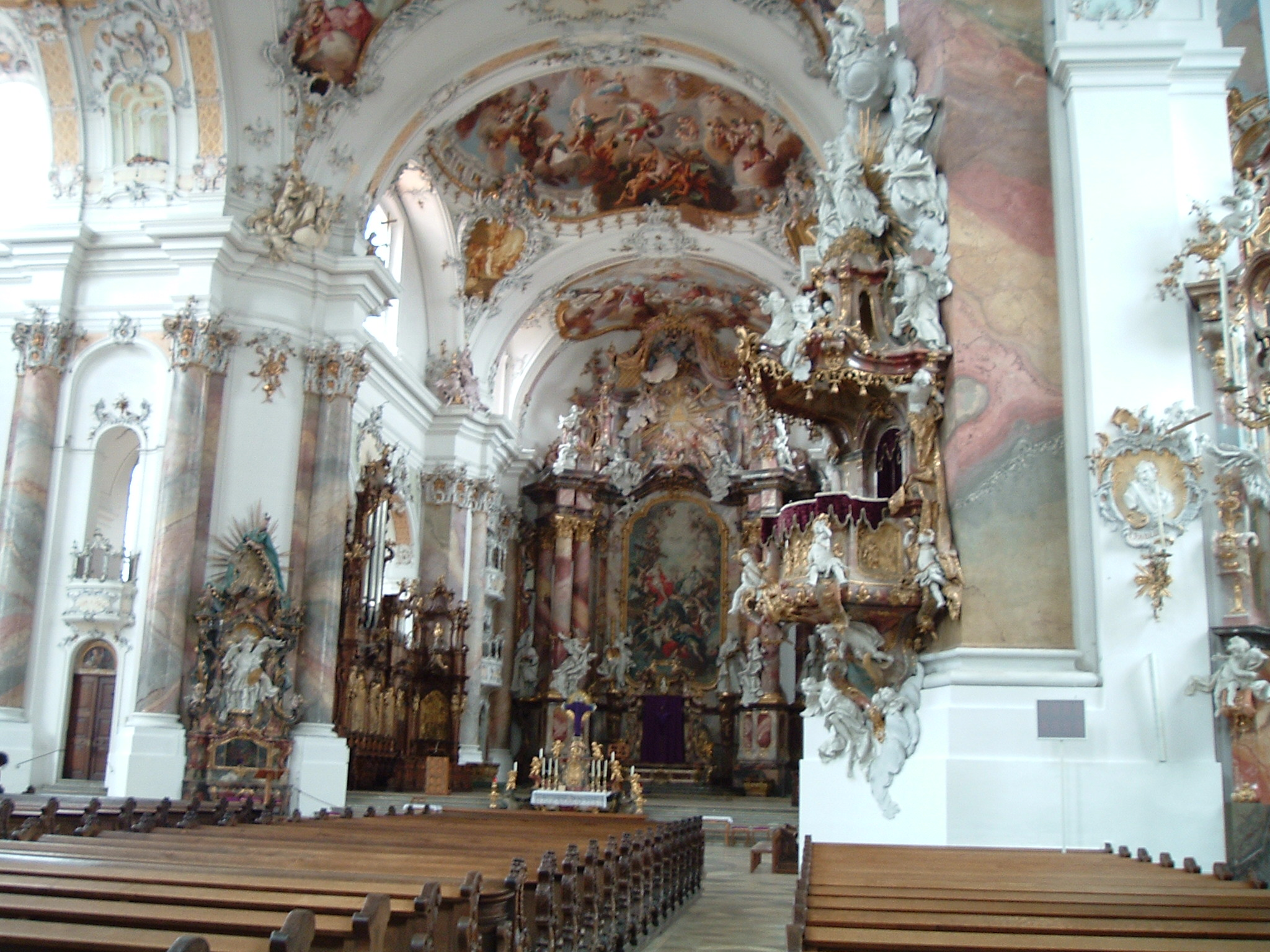
Un autre vues des stucs de l’abbaye d'Ottobeuren.
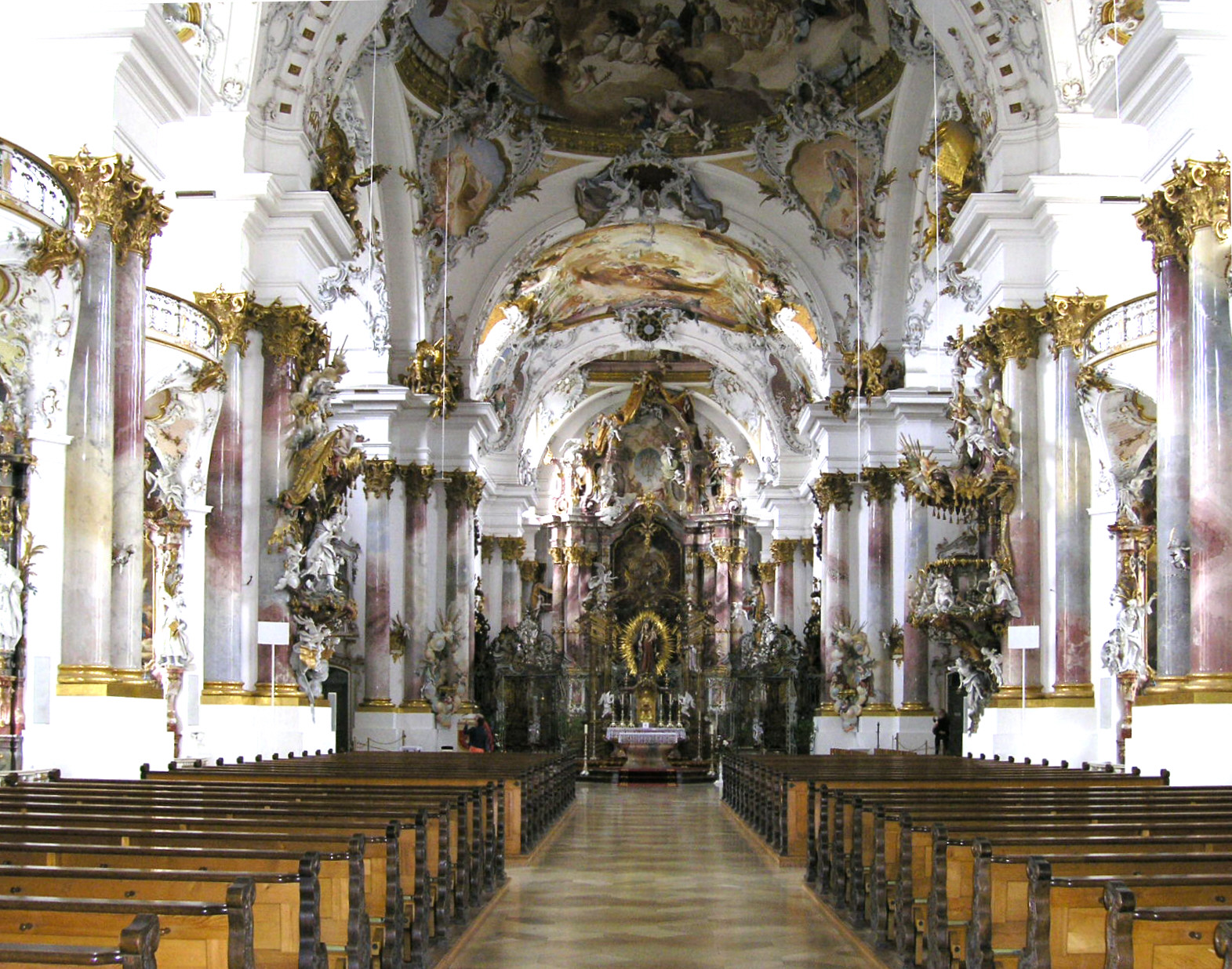
stucs de l'Abbaye de Zwiefalten.
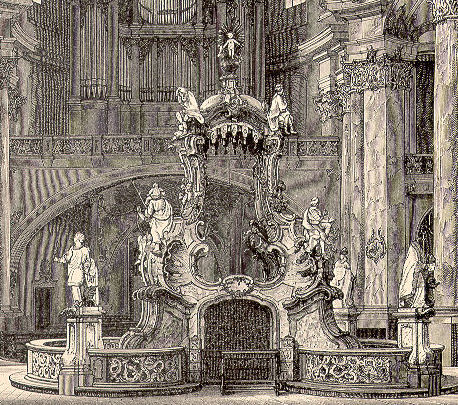
Autel des grâces de la  basilique de Vierzehnheiligen à Bad Staffelstein, dessin de 1891.

Une œuvre de Franz Xaver Feuchtmayer le Jeune
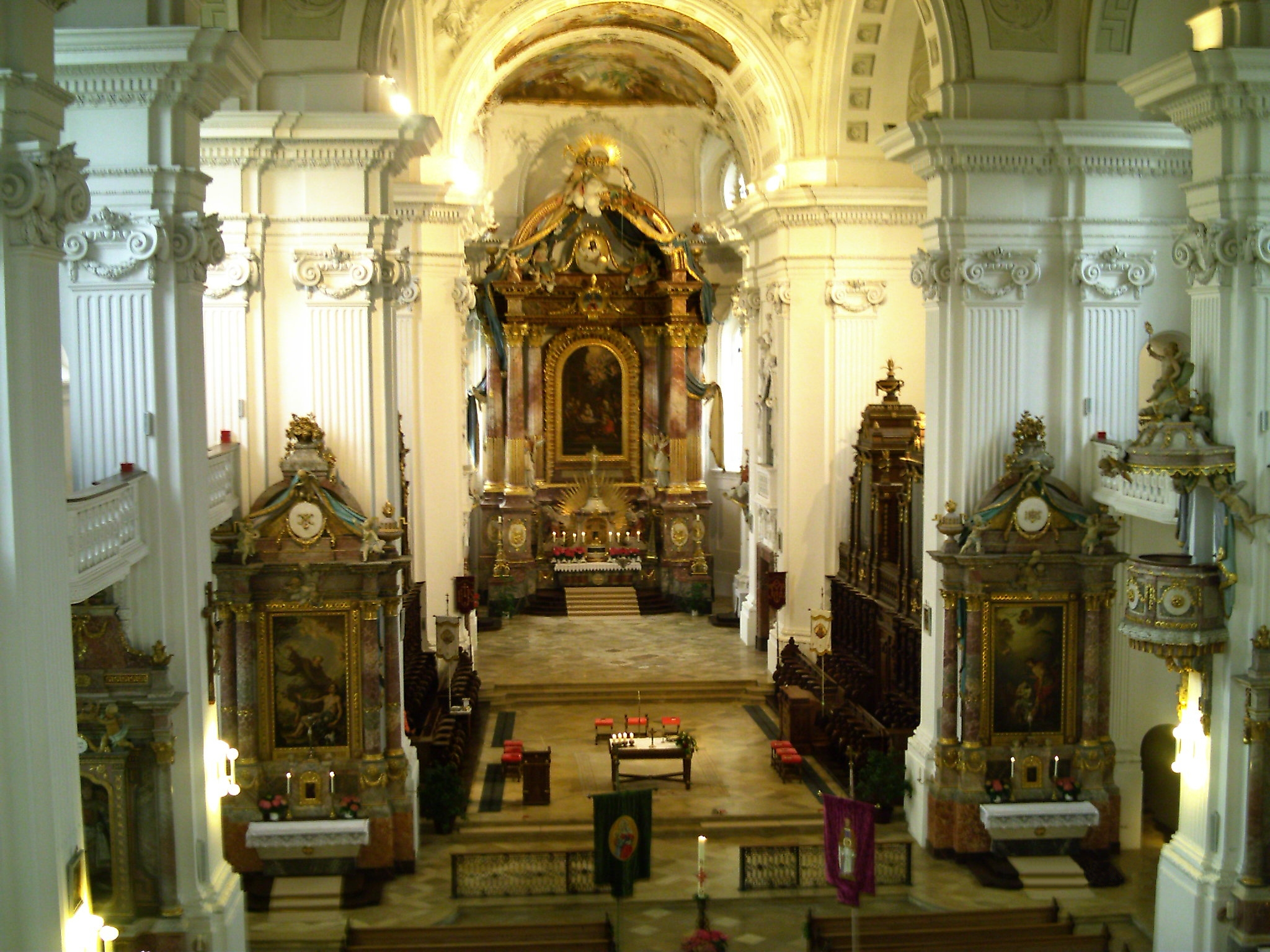
Autels de l'église du couvent des Prémontrés de Rot an der Rot.

## Autre patronyme
Feuchtmayer ou Feuchtmayr, Feichtmair, Feichtmayr est aussi le patronyme de :
- Rudolf Feichtmayer (de) (1902–1975), chanteur d'opéra autrichien.